# Józef Gregor
Józef Gregor (ur. 6 marca 1857 w Witosławicach, zm. 6 kwietnia 1926 w Tworkowie) - badacz folkloru i kultury Górnego Śląska, ksiądz katolicki.
Urodził się w rodzinie młynarza. Uczęszczał do szkoły ludowej w Grzędzinie, a potem do szkoły miejskiej i do gimnazjum w Głubczycach. Po maturze w 1877 roku studiował teologię we Wrocławiu. Był jednym z twórców powstałego w 1880 roku Towarzystwa Górnośląskiego. Dla tego towarzystwa ułożył pieśń „Długo Śląsk nasz ukochany”, śpiewaną na melodię „Jeszcze Polska nie zginęła”. Pieśń ta była często określana jako Hymn śląski. Członek Towarzystwa Literacko-Słowiańskiego.

## Twórczość
- „O książeczkach zabobonnych i odpustach fałszowanych” (Królewska Huta, 1885)
- „Die Überschwemmungen an der oberen Oder und die Hilfsaktion” (Schimitzek, Racibórz)
- Mapa Górnego Śląska z uwzględnieniem stosunków językowych, granic powiatowych i kolei żelaznych (Mikołów 1904). (pierwsza polska mapa Górnego Śląska)